# Uroš Sremčević
Uroš Sremčević (in serbo Урош Сремчевић?; Kragujevac, 24 aprile 2006) è un calciatore serbo, attaccante della Stella Rossa.

## Carriera

### Club
Sremčević è cresciuto nel settore giovanile del Radnički Kragujevac, che ha lasciato nel 2021 per firmare con il Mladost Lučani. Ha debuttato in prima squadra il 20 maggio 2022 nell'incontro di Superliga vinto per 2-1 contro lo Spartak Subotica ed ha segnato il suo primo gol il 5 agosto 2023, sempre in Superliga, contro lo Železničar Pančevo.
Il 2 febbraio 2024 è stato acquistato a titolo definitivo dalla Stella Rossa.

### Nazionale
Ha giocato nelle nazionali giovanili serbe Under-17 ed Under-19.

## Statistiche

### Presenze e reti nei club
Statistiche aggiornate al 30 aprile 2024.
| Stagione        | Squadra         | Campionato      | Campionato | Campionato | Coppe nazionali | Coppe nazionali | Coppe nazionali | Coppe continentali | Coppe continentali | Coppe continentali | Altre coppe | Altre coppe | Altre coppe | Totale | Totale | Totale |
| Stagione        | Squadra         | Comp            | Pres       | Reti       | Comp            | Pres            | Reti            | Comp               | Pres               | Reti               | Comp        | Pres        | Reti        | Pres   | Reti   |        |
| --------------- | --------------- | --------------- | ---------- | ---------- | --------------- | --------------- | --------------- | ------------------ | ------------------ | ------------------ | ----------- | ----------- | ----------- | ------ | ------ | ------ |
| 2021-2022       | Mladost Lučani  | SL              | 1          | 0          | CS              | 0               | 0               |                    | -                  | -                  |             | -           | -           | 1      | 0      |        |
| 2022-2023       | Mladost Lučani  | SL              | 10         | 0          | CS              | 1               | 0               |                    | -                  | -                  |             | -           | -           | 11     | 0      |        |
| 2023-gen. 2024  | Mladost Lučani  | SL              | 16         | 4          | CS              | 1               | 0               |                    | -                  | -                  |             | -           | -           | 17     | 4      |        |
| gen.-giu. 2024  | Stella Rossa    | SL              | 5          | 0          | CS              | 1               | 0               |                    | -                  | -                  |             | -           | -           | 6      | 0      |        |
| Totale carriera | Totale carriera | Totale carriera | 32         | 4          |                 | 3               | 0               |                    | -                  | -                  |             | -           | -           | 35     | 4      |        |

## Palmarès

### Club

#### Competizioni nazionali
- Campionato serbo: 2

Stella Rossa: 2023-2024, 2024-2025
- Coppa di Serbia: 2

Stella Rossa: 2023-2024, 2024-2025